# Gertrud Ingers
Gertrud Ingeborg Saskia Ingers, född 8 februari 1904 i Tottarps församling, Malmöhus län, död 30 november 1991 i Lund, var en svensk vävlärare. Hon var dotter till Enoch Ingers och Malin Holmström-Ingers.
Ingers genomgick vävlärarutbildning, var lärare på Hvilans folkhögskola 1926 och 1929–1935, på Åsa folkhögskola 1927–1928, Malmöhus läns hemslöjdsförenings vävskola i Malmö 1927–1936, föreståndare för Ångermanlands hemslöjdsförening 1936–1942 och direktris för Malmöhus läns hemslöjdsförening 1942–1969.